# Bulgarien i olympiska sommarspelen 1924
Bulgarien deltog med 24 deltagare vid de olympiska sommarspelen 1924 i Paris. Ingen av landets deltagare erövrade någon medalj.